# Barry Yates
Barry Yates (nacido el 30 de enero de 1946 en Randolph, Iowa) es un exjugador de baloncesto estadounidense que disputó una temporada en la NBA. Con 2,01 metros de estatura, jugaba en la posición de alero.

## Trayectoria deportiva

### Universidad
Jugó durante su etapa universitaria en los Terrapins de la Universidad de Maryland.

### Profesional
Fue elegido en el puesto 131 del Draft de la NBA de 1971 por Philadelphia 76ers, con los que disputó una temporada, en la que promedió 2,9 puntos y 1,7 rebotes por partido.

## Estadísticas de su carrera en la NBA

### Temporada regular
| Temporada | Edad | Equipo             | Liga | P  | TIT | MIN | TC  | TCA | %TC  | 3P | 3PA | %3P | TL  | TLA | %TL  | R.OF. | R.DEF. | REB | ASIS | ROB | TAP | PER | FP  | PTS |
| 1971-72   | 26   | Philadelphia 76ers | NBA  | PF | 24  | 6.0 | 1.3 | 3.5 | .373 |    |     |     | 0.3 | 0.5 | .636 |       |        | 1.7 | 0.3  |     |     |     | 0.6 | 2.9 |
| Total     |      |                    | NBA  |    | 24  | 6.0 | 1.3 | 3.5 | .373 |    |     |     | 0.3 | 0.5 | .636 |       |        | 1.7 | 0.3  |     |     |     | 0.6 | 2.9 |